# Чемпионат мира по настольному теннису 1967
Чемпионат мира по настольному теннису 1967 года проходил с 11 апреля по 21 апреля в Стокгольме (Швеция). В ходе чемпионата были разыграны семь комплектов медалей: в мужском и женском одиночных разрядах, в мужском и женском парных разрядах, в миксте и в мужском и женском командных разрядах.
В чемпионате приняли участие 303 спортсмена из 46 стран мира: 203 мужчины и 100 женщин, в том числе 6 мужчин и 7 женщин из СССР.

## Организация чемпионата

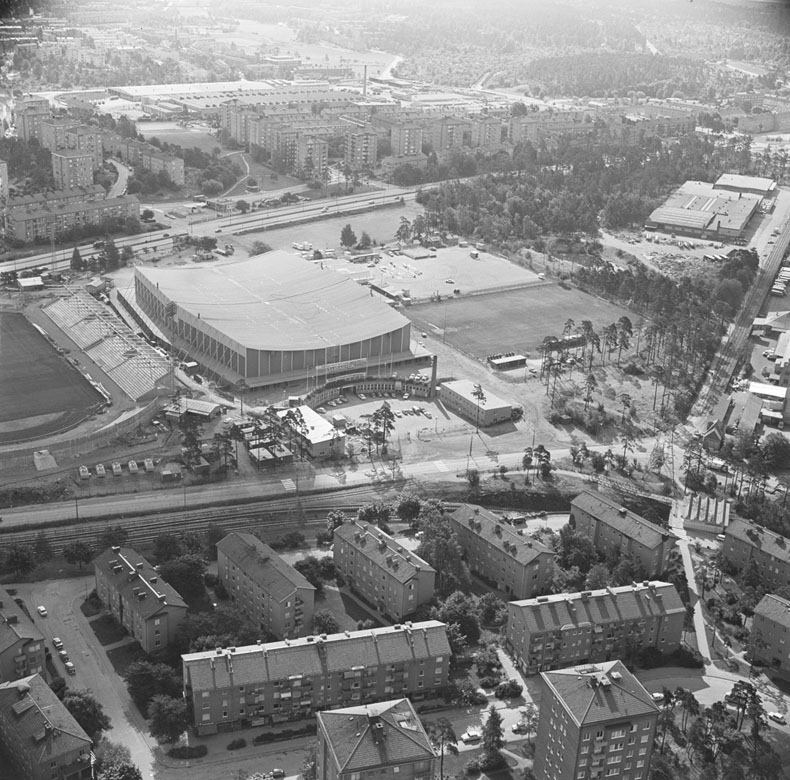
Johanneshovs Isstadion

Чемпионат проводился в спортивном комплексе Johanneshovs Isstadion.
Сборная команда Китая не приняла участие в чемпионате по политическим мотивам.

## Результаты чемпионата

### Медалисты

#### Командные соревнования

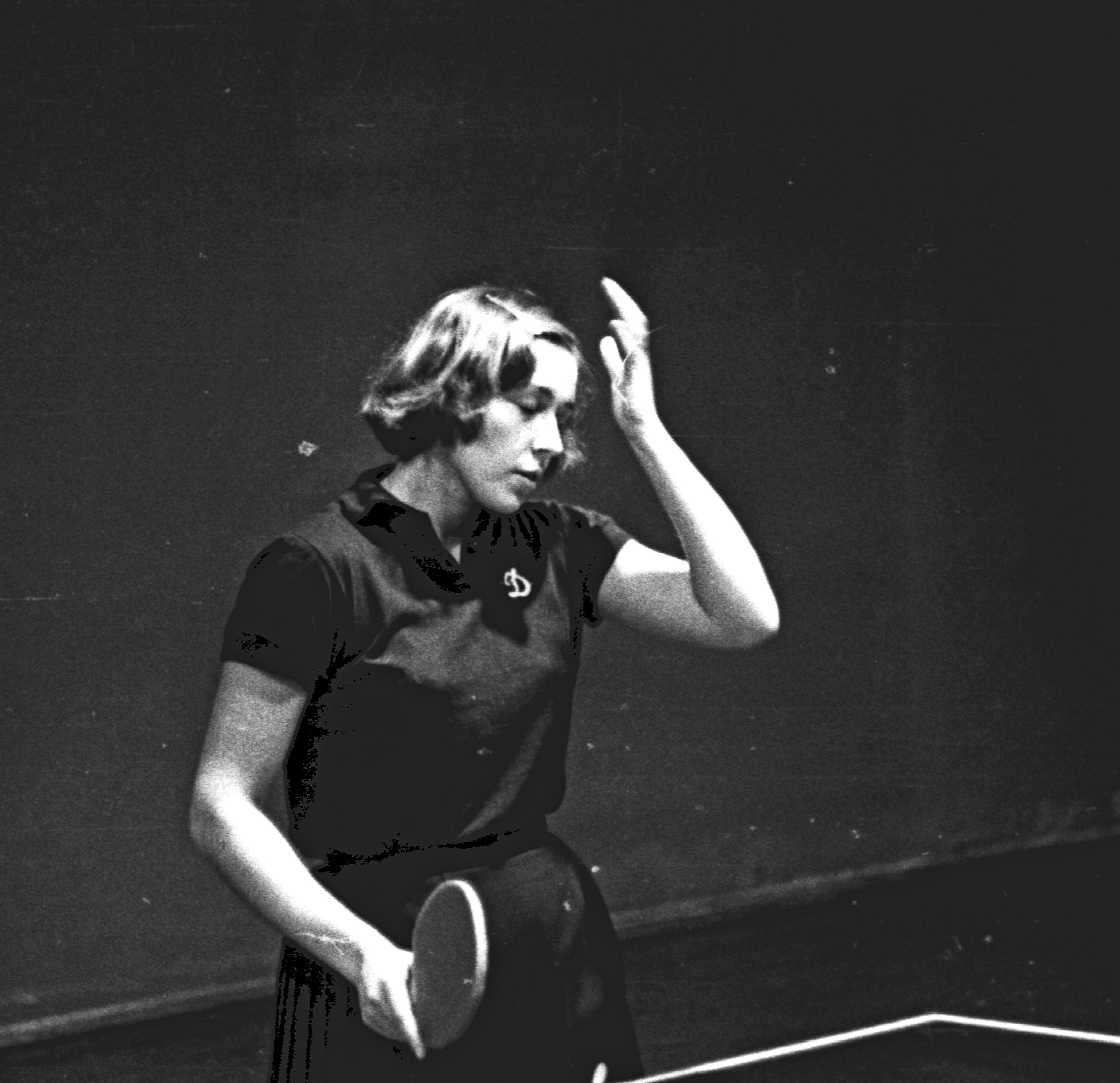
Лайма Амелина (Балайшите)

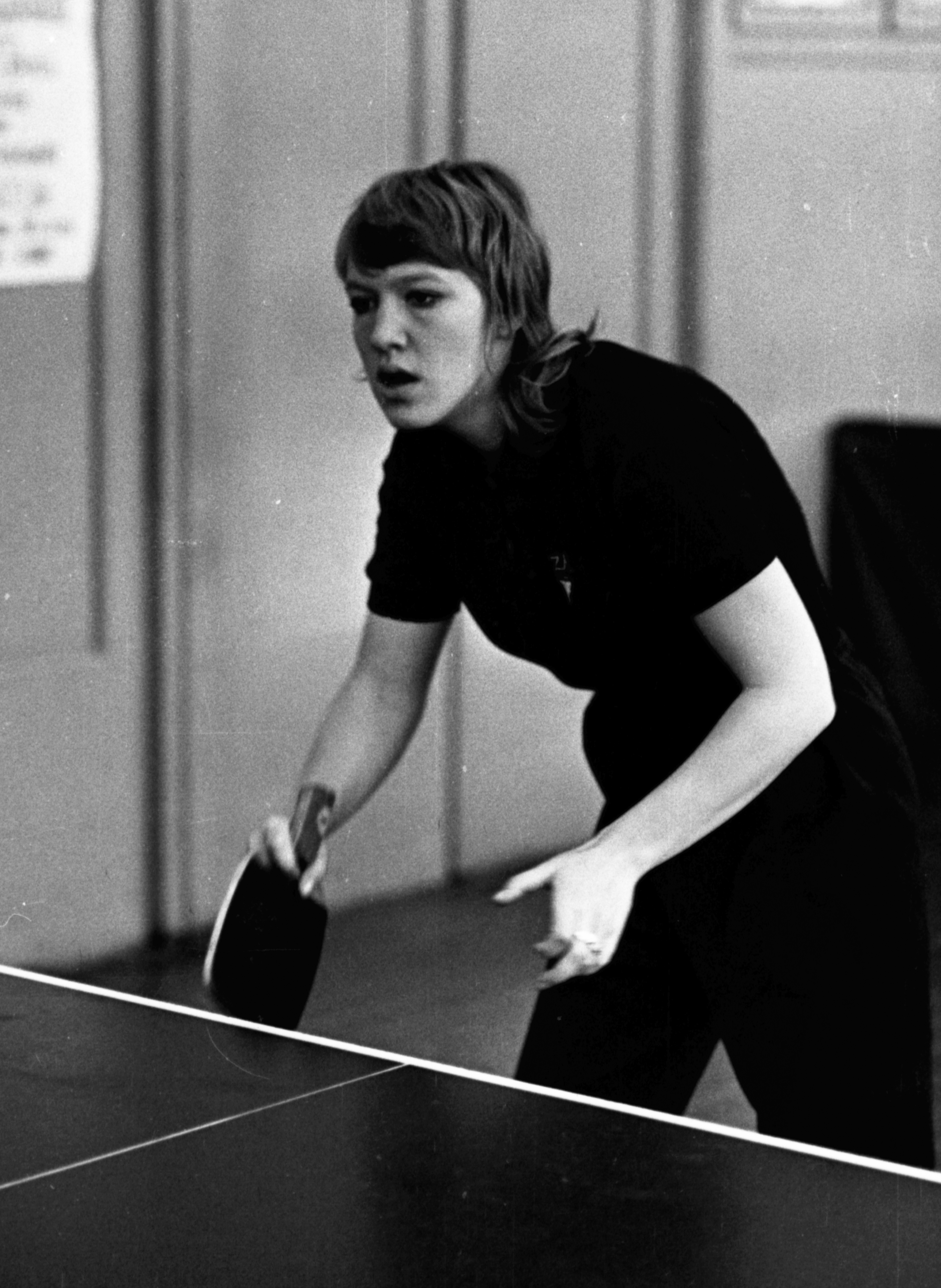
Зоя Руднова

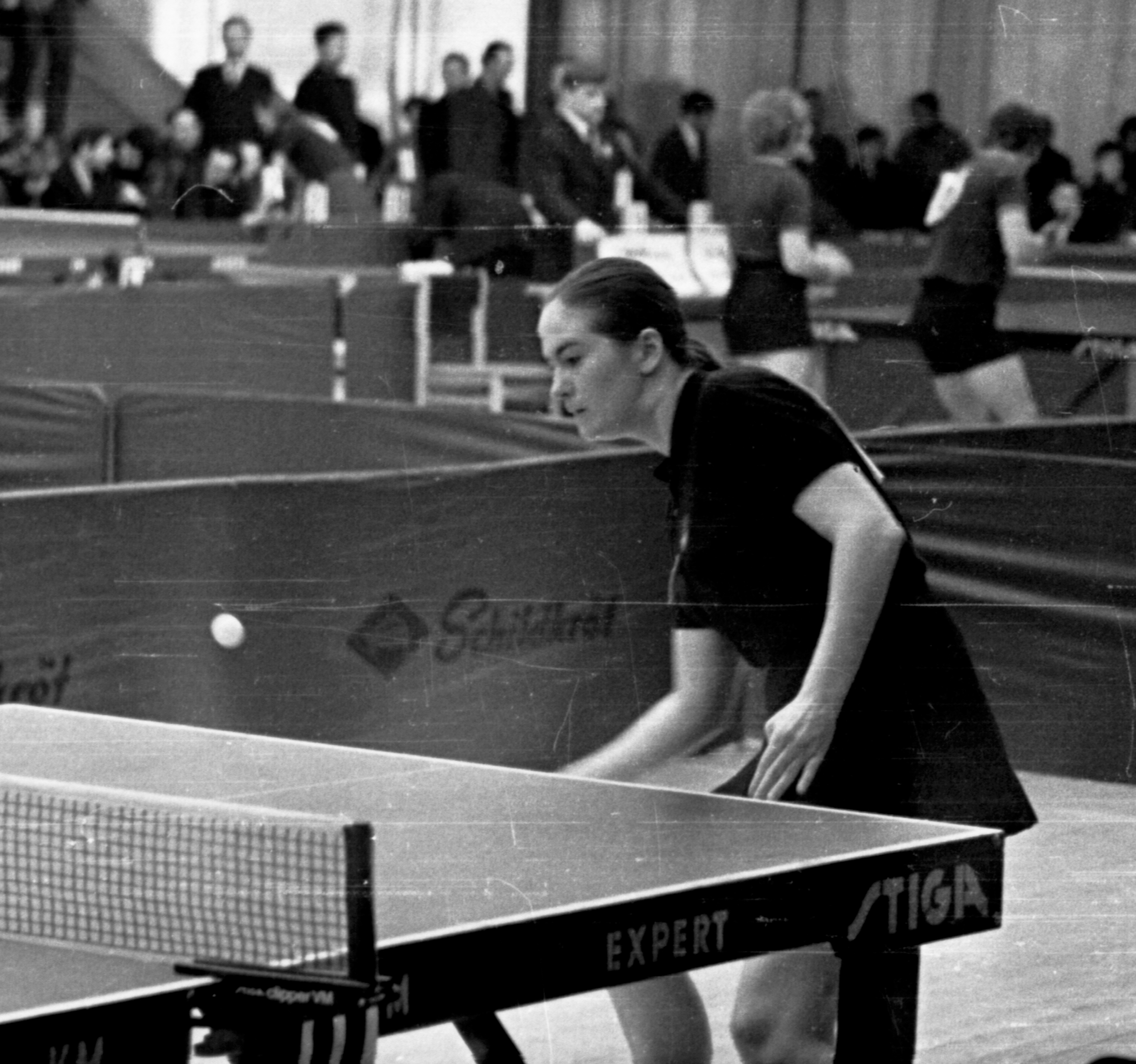
Светлана Фёдорова (Гринберг)

| Разряд          | Золото                                                                                       | Серебро                                                                                           | Бронза                                                                                       |
| --------------- | -------------------------------------------------------------------------------------------- | ------------------------------------------------------------------------------------------------- | -------------------------------------------------------------------------------------------- |
| Мужские команды | Япония · Нобухико Хасэгава · Хадзимэ Кагимото · Сатору Кавахара · Кодзи Кимура · Мицуру Коно | КНДР · Jung Ryang-Woong · Kang Neung-Hwa · Kim Chang-Ho · Kim Jung-Sam · Pak Sin                  | Швеция · Ханс Альсер · Карл-Юхан Бернхардт · Кристер Юханссон · Челль Юханссон · Бу Перссонn |
| Женские команды | Япония · Наоко Фукадзу · Саэко Хирота · Сатико Морисава · Норико Яманака                     | СССР · Лайма Амелина (Балайшите) · Сигне-Май Пайсярв · Зоя Руднова · Светлана Фёдорова (Гринберг) | Венгрия · Эржебет Йурик · Беатрикс Кишхази · Эва Коциан · Шаролта Лукач                      |

#### Индивидуальные соревнования
| Разряд                   | Золото                           | Серебро                            | Бронза                                   |
| ------------------------ | -------------------------------- | ---------------------------------- | ---------------------------------------- |
| Мужской одиночный разряд | Нобухико Хасэгава                | Мицуру Коно                        | Эберхард Шёлер                           |
| Мужской одиночный разряд | Нобухико Хасэгава                | Мицуру Коно                        | Кодзи Кимура                             |
| Женский одиночный разряд | Сатико Морисава                  | Наоко Фукадзу                      | Норико Яманака                           |
| Женский одиночный разряд | Сатико Морисава                  | Наоко Фукадзу                      | Зоя Руднова                              |
| Мужские пары             | Ханс Альсер Челль Юханссон       | Анатолий Амелин Станислав Гомозков | Нобухико Хасэгава Мицуру Коно            |
| Мужские пары             | Ханс Альсер Челль Юханссон       | Анатолий Амелин Станислав Гомозков | Владимир Мико Ярослав Станек             |
| Женские пары             | Саэко Хирота Сатико Морисава     | Наоко Фукадзу Норико Яманака       | Зоя Руднова Светлана Фёдорова (Гринберг) |
| Женские пары             | Саэко Хирота Сатико Морисава     | Наоко Фукадзу Норико Яманака       | Эржебет Йурик Эва Коциан                 |
| Смешанный разряд         | Нобухико Хасэгава Норико Яманака | Кодзи Кимура Наоко Фукадзу         | Анатолий Амелин Зоя Руднова              |
| Смешанный разряд         | Нобухико Хасэгава Норико Яманака | Кодзи Кимура Наоко Фукадзу         | Мария Александру Дорин Джурджука         |